# 瑟爾巴赫河
47°42′22.02″N 11°44′25.40″E / 47.7061167°N 11.7403889°E
瑟爾巴赫河（德語：Söllbach），是德國的河流，位於該國東南部，由巴伐利亞負責管轄，河道全長13公里，流域面積24.1平方公里，最終在巴特維塞附近注入泰根湖。